# Булат-хаджи из Янги-юрта
Булат-Хаджи Янгиюртовский (также известен как Булат-Мирза-хаджи) — наиб Ауховского округа в 1840 году. Известный ученый-просветитель в Дагестане и государственный деятель Имамата. Уроженец кумыкского аула Султан-Янги-Юрт.

## Биография
Булат родился в кумыкском ауле Султан-Янги-Юрт. Ещё в молодости он совершил хадж в Мекку и стал известным ученым-просветителем в Дагестане. Этот факт сблизил Булат-Хаджи с имамами Гази-Мухаммадом и Шамилем. Он стал видным государственным деятелем Имамата. По сведениям историка Юсупа Дадаева, в сражении при Ахульго командовал отрядом кумыкских мухаджиров (переселенцев) с равнины. Попал в плен и был выкуплен имамом Шамилем.
В 1840 году назначается наибом Ауха, но вскоре убит тремя чеченцами, подкупленными царской администрацией. Один из архивных документов имеет название «О награждении деньгами трёх чеченцев, убивших Булата-Мирзу-Хаджи, назначенного Шамилем старшиной к ауховцам». Убийцы вынуждены были бежать из Ауха из-за гнева местного населения.